# 오야마정
오야마정(일본어: 小山町)은 일본 시즈오카현의 최북동단에 있고 후지산이 있는 슨토군의 정이다. 후지 스피드웨이가 있어 2007년에 F1 일본 그랑프리가 개최되었다.

## 지리
시즈오카현의 최북동단에 있고 가나가와현, 야마나시현과 접한다. 동서로 홀쭉한 형태를 하고 있다. 동부에는 긴토키산(아시가라산)과 단자와 산지에 끼어 있는 골짜기를 아유자와강(사카와강)이 흐르고 그 유역의 얼마 안 되는 평지에 중심 시가지를 형성한다. 중앙부의 기타고 지구(옛 기타고촌)는 고텐바시와 후지산 기슭의 평야를 공유하고 있다. 서부의 스바시리 지구는 높이 800m의 고원으로 냉량한 기후이다. 스바시리 지구에서는 후지산 스바시리 입구의 등산로가 개설되어 있다. 북쪽은 단자와(丹沢)의 산간지이다. 면적의 65%를 삼림이 차지하고 있다. 후지산의 스소노(裾野)의 풍부한 용수가 있어 고도가 높음에도 불구하고 벼농사도 번성하고 계단식 밭이 펼쳐져 있다.

### 인접한 자치체
- 시즈오카현
  - 고텐바시
  - 후지노미야시
- 가나가와현
  - 미나미아시가라시
  - 아시가라시모군
    - 하코네정

  - 아시가라카미군
    - 야마키타정
- 야마나시현
  - 후지요시다시
  - 미나미쓰루군
    - 야마나카코촌

## 역사
아시가라 고개를 넘는 도카이도 아시가라 로의 스루가 쪽의 관문이며 몇 개의 역참 마을이 발달했다. 또 스바시리 지구는 사가미와 고슈를 연결하는 역참 마을이 발달했다. 도카이도선(현 고텐바선)의 개통으로 후지 방적 공장이 진출하여 발전해 슨토군 내에서는 비교적 빠른 시기에 정으로 승격하는 등 순조로운 발전을 보였다. 그러나 이후에는 다소 정체하고 있다.
- 1889년 2월 1일 - 도카이도선(현 고텐바선) 오야마역(현 스루가오야마역)이 개설되었다.
- 1889년 4월 1일 - 정촌제 시행으로 로쿠고촌, 스가누마촌, 아시가라촌, 기타고촌, 스바시리촌이 성립하였다.
- 1912년 8월 1일 - 로쿠고촌과 스가누마촌이 합병해 오야마정이 되었다.
- 1955년 4월 1일 - 오야마정이 아시가라촌을 편입하였다.
- 1956년 8월 1일 - 오야마정이 기타고촌을 편입하였다.
- 1956년 9월 30일 - 오야마정이 스바시리촌을 편입하였다.
- 1957년 9월 1일 - 옛 기타고촌 후루자와 지구가 오야마정으로부터 분리해 고텐바시에 편입되었다.

## 인구
| 연도 | 인구   | ±%      |
| ---- | ------ | ------- |
| 1940 | 9,170  | —       |
| 1950 | 10,768 | +17.4%  |
| 1960 | 25,944 | +140.9% |
| 1970 | 24,256 | −6.5%   |
| 1980 | 23,212 | −4.3%   |
| 1990 | 23,566 | +1.5%   |
| 2000 | 22,235 | −5.6%   |
| 2010 | 20,630 | −7.2%   |

## 교통

### 도로
- 도메이 고속도로
- 국도 138호선
- 국도 246호선

### 철도
- 도카이 여객철도
  - 고텐바선: 스루가오야마역 - 아시가라역

## 시설
- 후지 스피드웨이